# Història d'Israel i Palestina
|  | Aquest article tracta sobre els successos de la regió de Palestina fins a la fundació de l'estat d'Israel el 1948. Vegeu història de l'estat d'Israel i història dels Territoris Palestins per a la història a partir de 1948 |

La història d'Israel i Palestina finalitza amb la seva proclamació de la independència el 1948. Aquesta fita històrica es va aconseguir després de més de seixanta anys d'esforços polítics i diplomàtics per part del moviment sionista per establir una nació sobirana en què consideraven que era la seva pàtria, l'antiga terra d'Israel, també coneguda com a Palestina des dels temps romans.

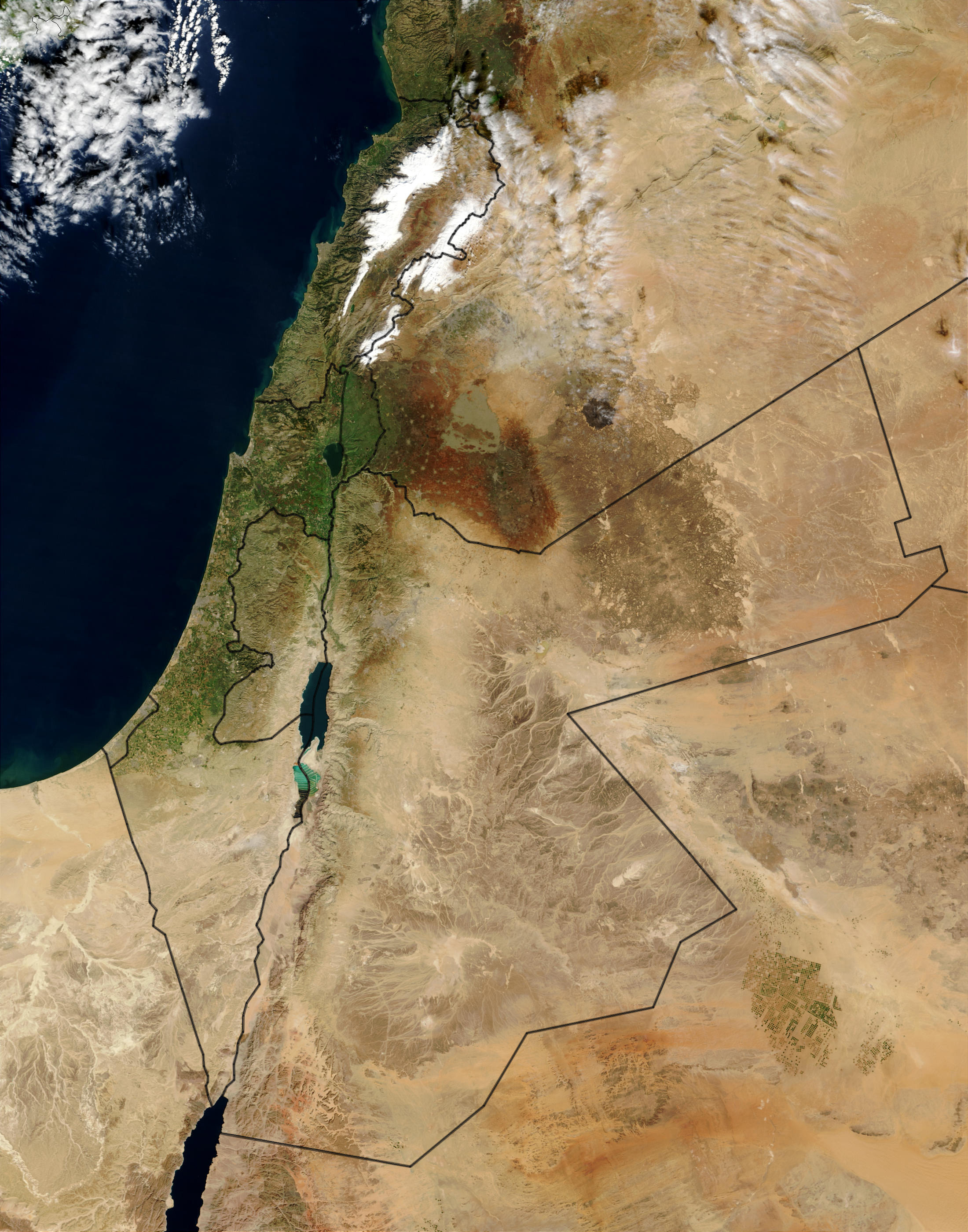
Foto via satèl·lit de l'Orient Mitjà.

## Època presemita
Restes arqueològiques han evidenciat que a la regió hi havia petites ciutats, almenys, des del tercer mil·lenni aC. La regió era part de diverses rutes comercials i, així, esdevingué un centre cultural i religiós amb influències d'Egipte, Síria, Mesopotàmia i l'Àsia Menor.
A principis del segon mil·lenni aC, perizites, jebuseos, quenites, hivites, guirgaixites i amorreus, van formar el poble cananeu. També els fenicis es deien a si mateixos cananeus. Els filisteus, per la seva banda, havien arribat de fora en diverses onades, la principal sembla que com a part dels Pobles de la Mar, i habitaven també la regió.

## Arribada dels semites
Existeixen algunes evidències que semblen indicar que els hebreus haurien arribat a Egipte cap al segle xviii aC, i que posteriorment, al s.XV aC, s'haurien establert a Canaan, terra que van conquerir. Aquesta teoria sembla coincidir amb la narració bíblica de l'esclavatge a Egipte i l'Èxode. Tot i que les dates exactes són controvertides, sembla clar que en aquesta època els hebreus van prendre possessió de nombroses ciutats cananees i s'hi van establir donant a cada tribu una zona on viure. La cronologia bíblica concreta l'any 1473 aC. Els cananeus que no van morir durant la conquesta van ser tractats com a servents.

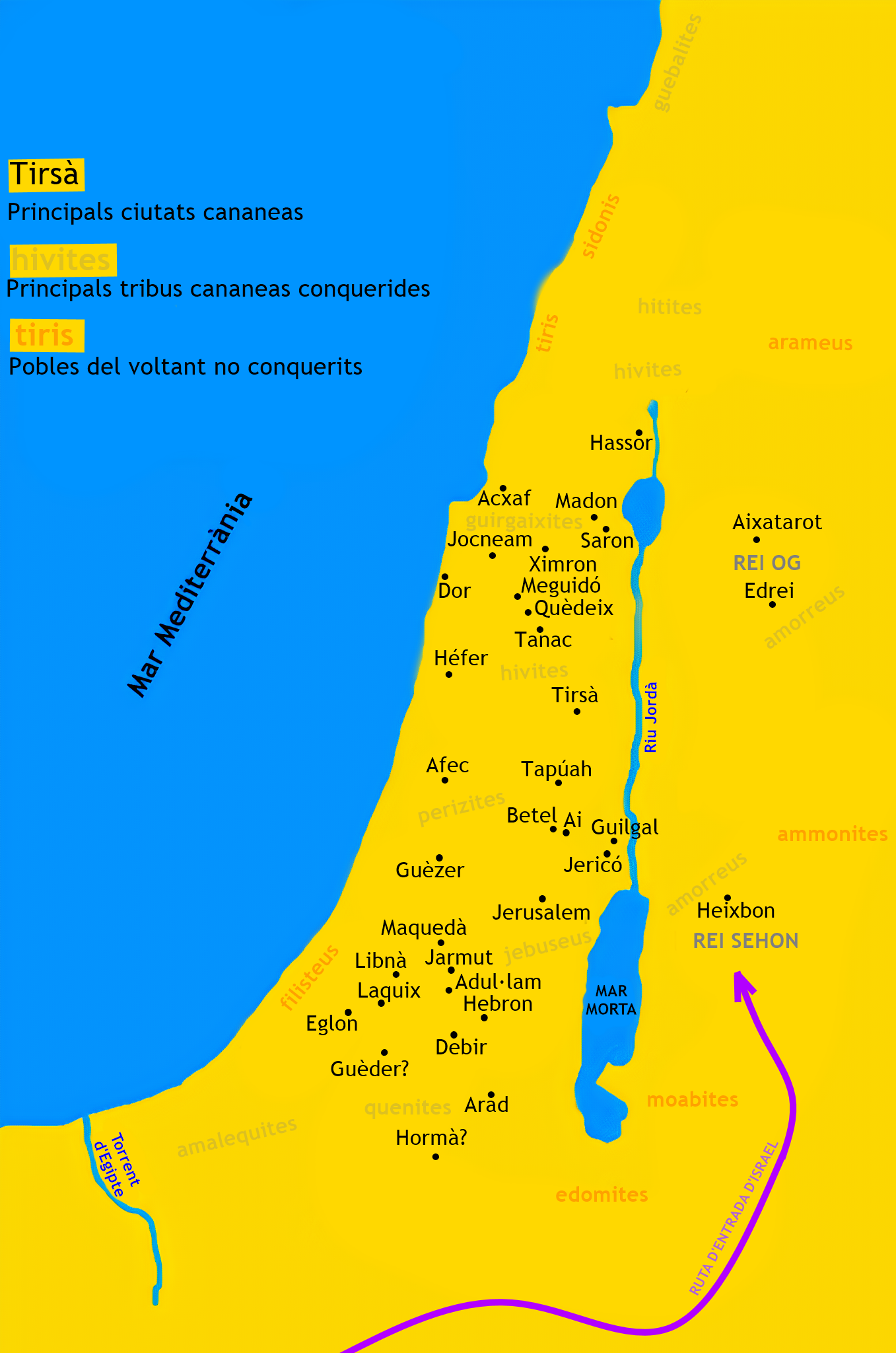
Mapa de les tribus i principals ciutats de Canaan quan els israelites hi van arribar.

## Regne d'Israel
Segons la Bíblia, els israelites es van organitzar en una confederació de dotze tribus o clans dirigits per un "jutge" (Llibre dels jutges). Aquests jutges, el càrrec dels quals no era hereditari, tenien com a funció mantenir units els dotze clans i ajudar el seu poble. La paraula hebrea que els designa, xofet, significa, de fet, "qui dona ajuda a la justícia"; per això, possiblement els jutges no van dur a terme una tasca específicament jurídica, sinó que més aviat serien líders o caps de clan.

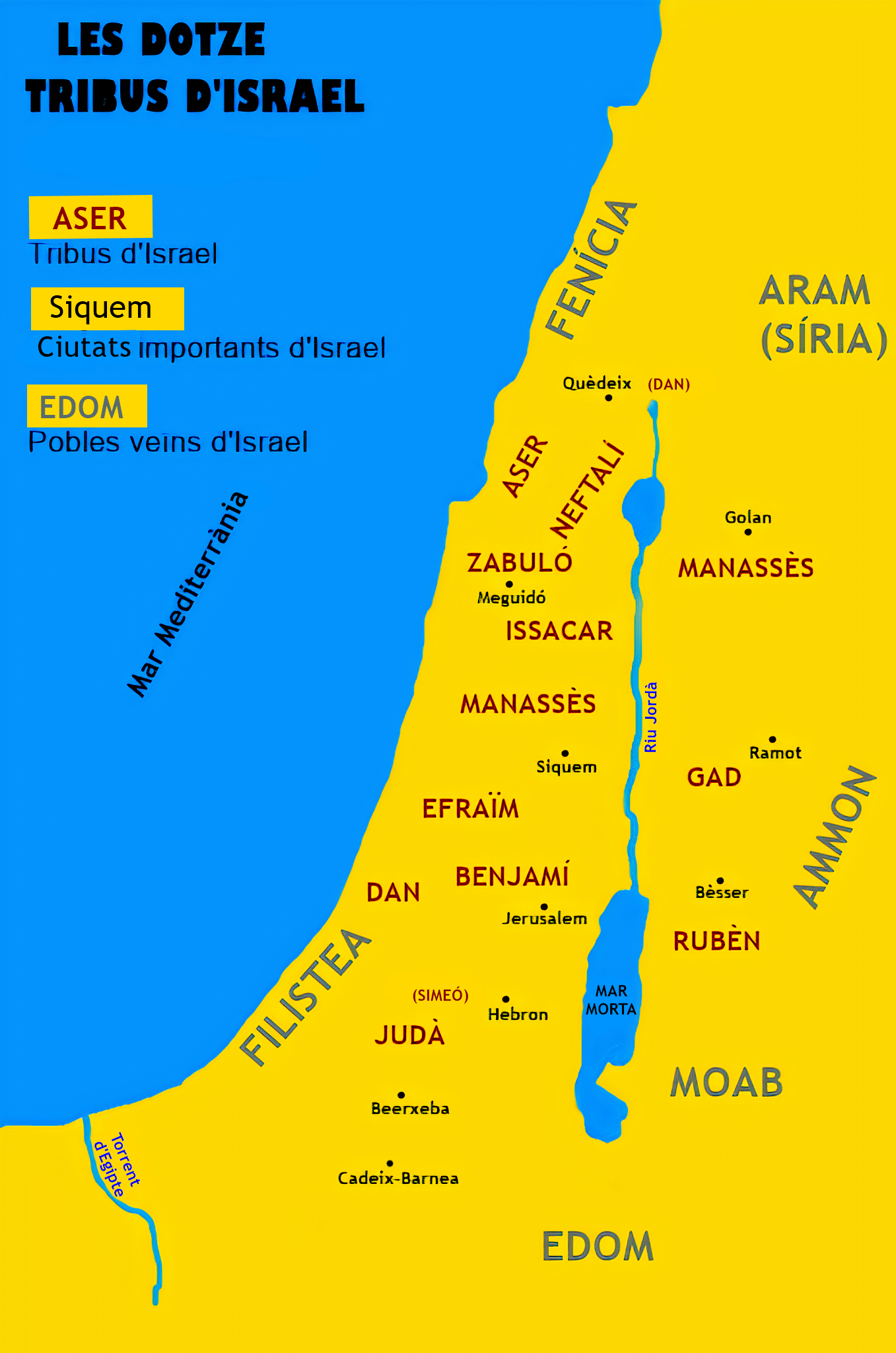
Distribució de les tribus d'Israel.

D'altra banda, els filisteus havien ocupat la plana costanera del sud-oest, formant una confederació de cinc ciutats (Gaza, Ascaló, Asdod, Gat i Eqron).
Ben aviat van sorgir hostilitats entre els dos grups. Els filisteus feien incursions cap a l'interior des de les seves ciutats costaneres que posaren en perill els israelites. Estaven molt més ben organitzats i disposaven d'armes de ferro, cosa que els oferia una posició privilegiada als combats i a les batalles. A finals del segle XI aC, les dotze tribus van decidir agrupar-se per poder fer front els atacs filisteus.
El primer rei del regne d'Israel va ser Saül, que en va establir la capital a Hebron. Durant el seu regnat (1012-1004 aC) va posar en marxa una sèrie de campanyes militars contra els filisteus, però finalment va morir enmig d'una batalla. El seu successor, David, va assumir la corona (1004-965 aC). Al voltant de l'any 1000 aC va aconseguir vèncer els filisteus i posteriorment també els moabites i els edomites. A poc a poc va anar ampliant el regne d'Israel i en va establir la capital a Jerusalem, que en aquella època només era un petit poblat jebuseu amb uns quants centenars d'habitants. La ciutat, però, es trobava al centre del regne i ben aviat va ser el motor cultural i religiós del judaisme. David hi va portar l'Arca de l'Aliança. Segons la Bíblia, el Regne d'Israel de llavors hauria tingut una extensió de quatre vegades l'estat d'Israel actual.

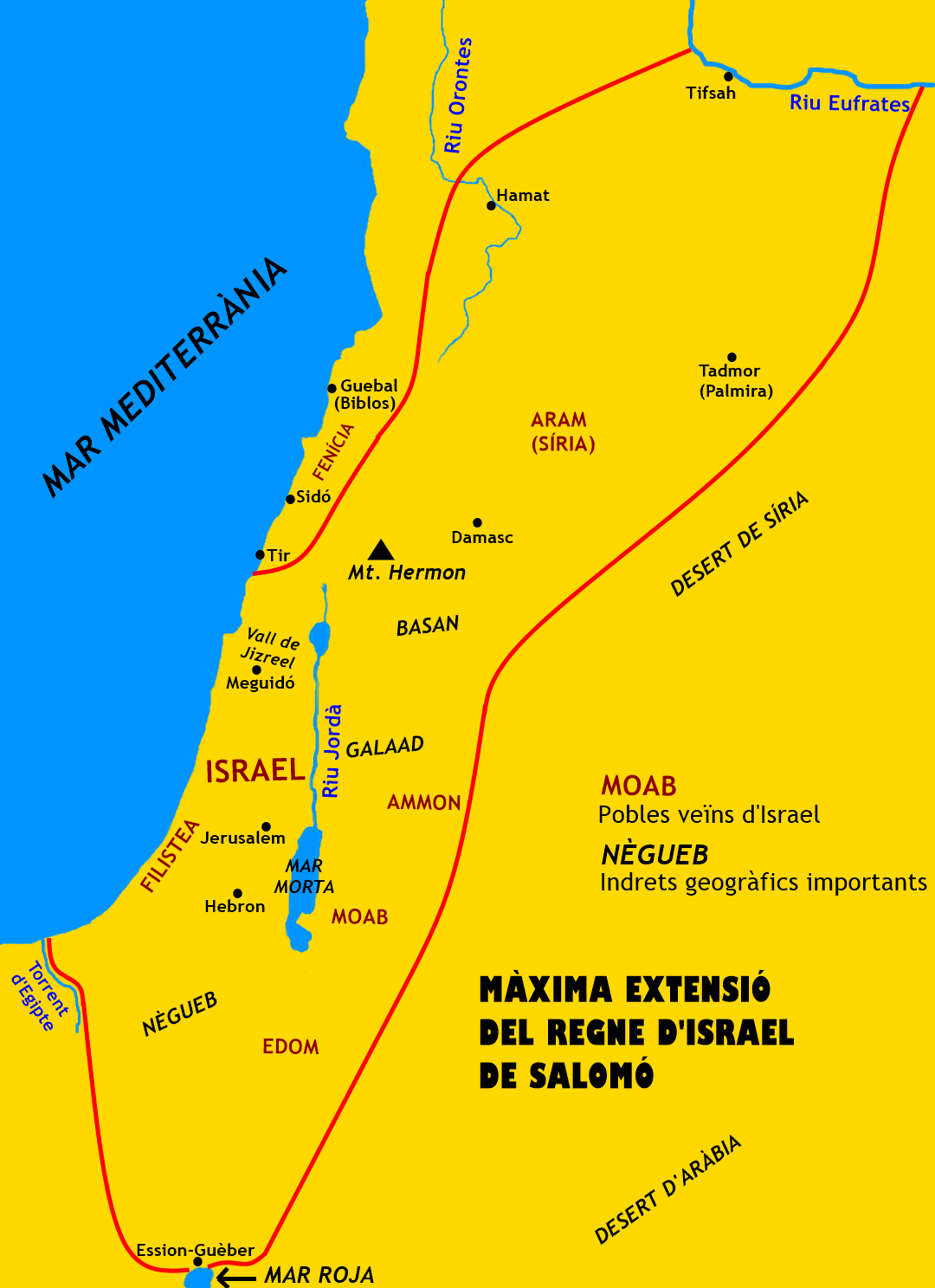
Màxima extensió del Regne d'Israel amb el rei Salomó d'Israel

El successor de David va ser el seu fill Salomó. El regnat de Salomó (965-922 aC) va ser pacífic i el país va gaudir de prosperitat. Salomó va crear llaços comercials amb el Iemen i Etiòpia i va construir, a Jerusalem, el temple.
Amb tot, les dates no són pas exactes i la cronologia bíblica avança aquests regnats unes set dècades respecte a la cronologia oficial.

## Divisió del regne

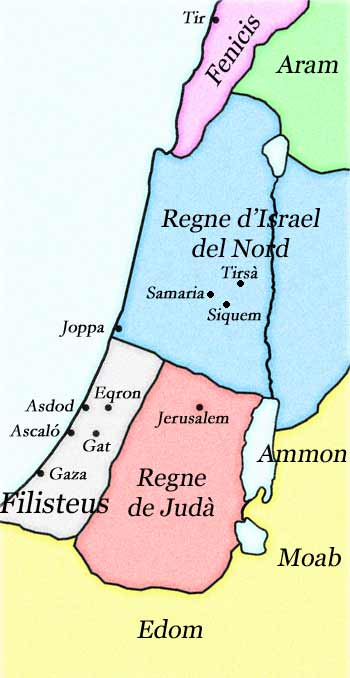
Mapa dels regnes d'Israel del Nord i de Judà (cap al 900 aC)

Després de la seva mort el 922 aC, deu de les dotze tribus es van negar a acceptar el fill de Salomó com a rei i el regne d'Israel es dividí en dues parts: al sud del país, les tribus de Judà i de Benjamí van constituir el regne de Judà, sempre sota la dinastia de David i amb centre a Jerusalem; al nord es formà el regne d'Israel del Nord, regit per Jeroboam, que tingué la capital a Siquem, després a Tirsà i finalment a Samaria. El regne del nord, gràcies a la feblesa egípcia i assíria, va desenvolupar-se molt ràpidament; el regne de Judà, en canvi, va restar tan petit i insignificant que, anys després, Assíria ni tan sols l'atacà.
Els regnes circumdants esdevingueren forts de nou i van començar a expandir-se; sobretot Assíria, que cap al segle viii aC començà a atacar les ciutats més riques del nord fins que entre el 722 i el 721 aC ja havia conquerit tot el regne d'Israel del Nord. La població local fou deportada a l'Eufrates i colons assiris van establir-se a la regió. Aquests colons passaren a ser coneguts com a samaritans pel nom de la ciutat de Samaria.
Jerusalem i el regne de Judà, en canvi, no foren atacats. Quan la potència assíria desaparegué (612 aC), el rei Josies i el clergat del Temple intentaren tornar a reunificar tots dos regnes i tots els diferents grups culturals i de població que hi vivien, sense gaire èxit. En aquesta època aparegué la primera redacció completa de l'Alt Testament. Les històries tradicionals i els llibres antics es van agrupar i redactar amb un estil "nacionalista", per tal d'unificar la història dels pobles de tots dos regnes i crear un vincle comú. Cent anys després, però, Babilònia augmentà el seu poder i conquerí Jerusalem.
El regne de Judà va quedar en mans dels babilonis, governats per Nabucodonosor II el 586 aC. Jerusalem fou arrasada i destruïda, i la població jueva fou deportada a Babilònia. Cir II el Gran de Pèrsia conquerí l'imperi babiloni el 539 aC; llavors permeté que els jueus tornessin a Judà i els concedí una autonomia relativa. Els jueus, de nou a Judà, van reconstruir Jerusalem, van emmurallar la ciutat i van edificar de nou el Temple de Jerusalem (539-516 aC).

## Domini hel·lènic
El 332 aC la regió de Palestina va quedar sota el control d'Alexandre el Gran sense que hagués trobat gaire resistència. Després de la seva mort (323 aC) i de diverses batalles pel control de Palestina, la regió passà a mans de Ptolemeu I, fundador de la dinastia ptolemaica d'Egipte i, posteriorment (194 aC), a la dels selèucides.
Una de les conseqüències del domini hel·lènic fou el canvi en l'estructura ètnica de la població. Fins a la conquesta del país, a la regió hi vivien jueus, fenicis, samaritans, edomites i nabateus, cadascun en un territori determinat. A l'interior hi predominaven els jueus i els samaritans, a la zona costanera del nord els fenicis i al sud els edomites i els nabateus. A més a més, molts colons grecs i macedonis van arribar a la regió.
La cultura hel·lènica florí especialment a les ciutats, que es van anar apropant al model social de les polis gregues. Els fenicis van adoptar ràpidament la cultura dels nouvinguts, mentre que les poblacions de l'interior van seguir mantenint el caràcter semita. Malgrat que el govern ptolemaic va imposar tributs molt alts, no permeté que la població autòctona fos explotada descontroladament ni fos esclavitzada.
Palestina va viure, sota els ptolomeus, un període de gran creixement econòmic. Van obrir-se noves relacions comercials amb moltes altres nacions i es van introduir noves tècniques agrícoles. Al segle ii aC, però, Antíoc IV Epifanes decidí eliminar la religió jueva i l'atacà al nucli, Jerusalem. La revolució dels macabeus (168 aC) esclatà per aturar aquesta agressió i, després de cinc anys de lluites, aconseguiren la llibertat religiosa (163 aC) i la independència (142 aC). La família dels macabeus van aconseguir el control del clergat (153 aC) i, després de la independència, el govern (141 aC) de manera hereditària. El país va romandre independent fins al 63 aC, quan fou ocupat per Pompeu en nom de Roma. Palestina esdevingué la província romana de Judea, i els romans van establir una monarquia jueva per governar la província.

## Imperi Romà

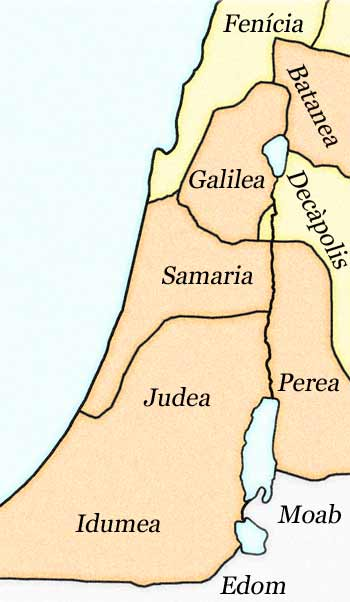
Dominis d'Herodes el Gran, en vermell

Al final de la dinastia dels asmoneus, descendents dels macabeus, ja es feia sentir la influència romana. Herodes el Gran va obtenir d'Octavi August el títol de rei i amplià els territoris del país fins als límits que tenia a l'època de Salomó. El seu llarg regnat (40-4 aC) fou un període de prosperitat. Després de la seva mort, dividí el regne entre els seus fills: Arquelau governà Judea, Samaria i Idumea; Herodes Antipas, Galilea i Perea; i Filip, Batanea, Gaulanítida, Traconítida i Auranítida. Després, el territori passà a ésser administrat per procuradors romans, el govern dels quals suscità disturbis i protestes freqüents.
Finalment, entre els anys 66 i 73 tingué lloc la Gran Revolta Jueva, però els sublevats foren sotmesos pels emperadors romans Vespasià i Titus després de reconquerir Jerusalem, ciutat que fou destruïda completament juntament amb el segon Temple. Les ànsies nacionalistes jueves no desaparegueren, i entre els anys 132 i 135, a conseqüència de les restriccions religioses imposades per l'emperador Hadrià, tingué lloc la revolta de Bar Kokheba; la sublevació fou reprimida de nou, Judea fou integrada a la província de Síria-Palestina (Syria Palæstinai) i nombrosos jueus foren exterminats o venuts com a esclaus. Molts jueus van decidir exiliar-se, començant així la diàspora.
Judea tornà a prendre importància quan l'emperador Constantí permeté el culte cristià l'any 313. Sa mare, Helena, visità Jerusalem, i Judea esdevingué la Terra Santa dels cristians. Judea visqué un període de prosperitat econòmica i cultural, i la major part de la població es convertí al cristianisme.

## Imperi Romà d'Orient
Després que l'emperador Teodosi partís l'Imperi Romà, Judea quedà a la part oriental, a l'Imperi Romà d'Orient, fins que els perses, sota el comandament de Còsroes II, l'ocuparen entre els anys 614 i 629. L'any 628, l'emperador romà d'Orient Heracli organitzà una campanya contra els perses i reconquerí Judea; però el 634 els àrabs musulmans n'iniciaren la conquesta.

## Domini àrab
Entre 637 i 638, l'exèrcit islamista del califa Omar ocupà el territòri corresponent a l'actual Palestina. Els musulmans s'hi van establir i va començar un procés d'islamització de la població indígena. El 691, els musulmans van completar la construcció de la Cúpula de la Roca a l'Esplanada de les Mesquites de Jerusalem. Després de cent anys la majoria ja s'havia convertit a l'islam fos per convicció o per evitar haver de pagar l'impost obligatori per cristians i jueus.
Palestina tragué molt de profit del comerç amb tot el regne i de la seva importància religiosa durant el primer califat dels Omeies de Damasc, sota els quals les conquestes àrabs van arribar a la seva expansió màxima. Després que els àbbassides fessin de Bagdad el centre polític el 762, la importància de Palestina decreixé i fou escenari de nombroses batalles. La regió passà per les mans dels seljúcides, dels fatimites i dels croats. Tanmateix, l'esplendor científica, cultural, filosòfica i literària de la cultura arab van influir molt positivament en la cultura palestina de l'època.

## Croades

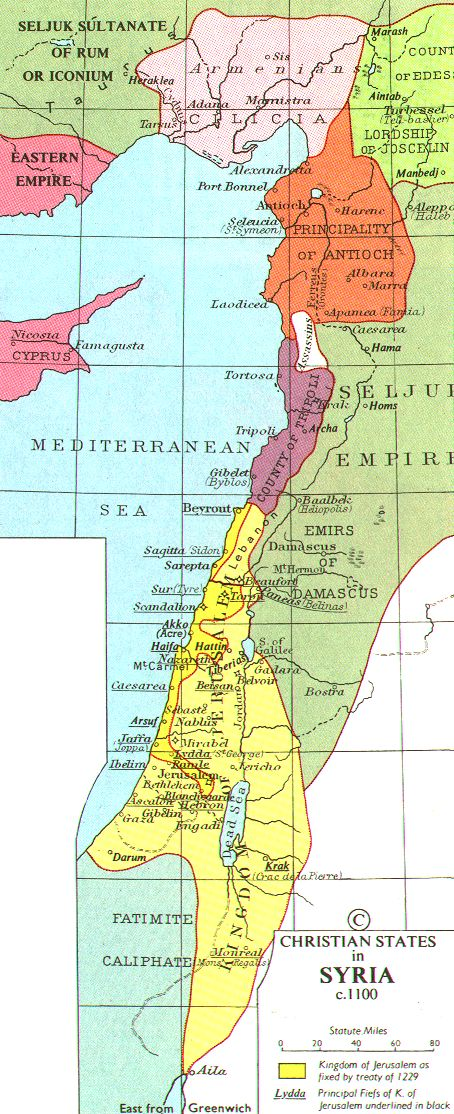
Estats croats cap al 1100

Amb l'inici de les Croades, el conflicte entre l'islam i el cristianisme es traslladà a Palestina.
A finals del segle xi, els papes de Roma animaren els regnes cristians a conquerir Terra Santa de mans dels musulmans. Les forces cristianes van establir el 1099, durant la Primera Croada, el Regne de Jerusalem. Les batalles amb els països veïns eren contínues, i el 1187 Saladí aconseguí ocupar Jerusalem. A partir d'aquest moment, el regne cristià quedà reduït a la línia costanera entre Ascaló i Beirut. Les guerres, però, no van cessar, i els mamelucs van conquerir l'última ciutat sota el domini cristià, Acó, el 1291, posant així fi al regne de Jerusalem.

## Domini mameluc
El soldanat aiúbida, fundat per Saladí, controlà diferents parts de Palestina fins al 1250, quan fou derrotat pel soldanat mameluc d'Egipte. Finalment, el segle xvi els mamelucs es convertiren en un estat vassall de l'Imperi Otomà durant les campanyes militars de Selim I.

## Imperi Otomà
Els turcs otomans van vèncer els mamelucs el 1516 i van governar Palestina durant aproximadament 400 anys gairebé ininterrompudament. El país fou dividit en diferents províncies, i hom concedí força autonomia a les comunitats cristianes i jueves. Palestina prosperà de nou fins al segle xvii, segle en què l'Imperi Otomà inicià un procés de decadència. Durant aquesta època del domini otomà, Palestina estava molt poc densament poblada i l'economia s'estancà. A principis del segle xix, a la regió només hi havia entre 275.000 i 300.000 habitants, un 90% dels quals eren àrabs musulmans, uns 7.000-10.000 jueus i uns 20.000-30.000 àrabs cristians. Muhammad Alí, virrei i fundador de l'Egipte modern, va ampliar els seus territoris cap a Síria entre 1831 i 1840.
El 1881, al començament de l'arribada de jueus a Palestina, hi vivien unes 457.000 persones (400.000 musulmans, 13.000-20.000 jueus i 42.000 cristians). A poc a poc van anar arribant alguns milers de jueus, que s'instal·laren definitivament a Palestina. Eren molt pobres i no tenien la nacionalitat otomana, i necessitaren l'ajuda estrangera per a sobreviure. Es van instal·lar principalment a les ciutats de Jerusalem, Hebron, Safad i Tiberíades. En aquella època, ja un terç de la població vivia a ciutat: Jerusalem tenia 30.000 habitants (la meitat dels quals jueus), Gaza en tenia 19.000, Jafa 10.000 i Haifa 6.000.
La majoria dels immigrants d'abans de la dècada de 1880 provenien de l'Orient Mitjà, però a partir d'aquesta data van començar a provenir d'Europa, fugint de l'antisemitisme i dels pogroms. La primera onada d'emigració (alià) de jueus a Palestina tingué lloc el 1882.
L'any 1897, Theodor Herzl va convocar el primer congrés sionista a Basilea, on es posà la primera pedra per a la fundació posterior d'un estat jueu. Durant la segona alià (1904-1914, la ideologia sionista va tenir un paper important i els primers sionistes van intentar obtenir un cert reconeixement internacional. La majoria dels nouvinguts treballaven al camp; tanmateix, no eren propietaris de les terres, sinó que les arrendaven de terratinents de Beirut, Damasc i París. El 1909 es fundà la primera ciutat jueva moderna, Tel-Aviv.

### Primera Guerra Mundial
A partir de l'entrada de l'Imperi Otomà a la Primera Guerra Mundial aliant-se amb les potències centrals (Alemanya, Àustria-Hongria), els anglesos van impulsar una política de prendre el control de l'Imperi com a fre contra l'expansió russa. A la Declaració Balfour de 1917, el govern britànic es posicionava a favor de la creació d'un estat jueu. Tanmateix, el 1916 els anglesos i els francesos van pactar a l'Acord Sykes-Picot repartir-se els territoris otomans. A més, Amin al-Husayni i l'alt comissari britànic d'Egipte, Henry McMahon, van acordar entre 1915 i 1916 la creació d'un estat àrab en cas que els àrabs ajudessin el Regne Unit en la guerra contra els otomans.
Després de la victòria anglesa, l'Imperi Otomà desaparegué el 1917, i el general Edmund Allenby va ocupar la regió del sud de Palestina. França i el Regne Unit es van repartir l'Orient Mitjà segons l'acord Sykes-Picot: França obtingué el Líban i Síria i el Regne Unit obtingué Palestina i l'Iraq.
El president americà Thomas Woodrow Wilson era de l'opinió que els països vencedors havien de renunciar als guanys territorials aconseguits durant la guerra, però l'opinió general era que tampoc no es podia simplement abandonar aquests països a la seva sort. La solució, proposada pel primer ministre sud-africà Jan Christiaan Smuts era l'establiment de "mandats" en aquests territoris. Palestina i Síria pertanyien a la categoria dels països relativament desenvolupats però encara no prou madurs per a la independència. La Societat de Nacions, reunida el 1920 a San Remo, va atorgar el mandat sobre Palestina i Transjordània al Regne Unit. Els objectius del mandat eren realitzar els objectius de la declaració Balfour i facilitar la immigració jueva, sempre protegint els drets de les comunitats no jueves de Palestina.

## Mandat britànic

Mandat britànic de Palestina

El mandat britànic va entrar oficialment en vigor el 24 de juliol de 1922. Els britànics van decidir dividir el territori en dues parts: la part a l'oest del riu Jordà passà a anomenar-se "Palestina" i la part a l'est "Transjordània".
Durant els anys vint, més de 100.000 jueus van arribar a Palestina. Moltes organitzacions, tant estrangeres com locals, especialment l'Agència Jueva, van començar a comprar terres per oferir-les als nouvinguts perquè s'hi establissin i les conreessin. Tot i que al principi els àrabs no s'oposaren a la immigració, cada cop els jueus eren més nombrosos, especialment a partir de la persecució nazi, fet que desequilibrà l'estructura ètnica de Palestina, i els àrabs començaren a atacar els jueus. El govern britànic establí quotes d'immigrants, cosa que encara agreujà la situació, perquè no agradaren ni als jueus ni als àrabs.
Entre 1936 i 1939 tingué lloc la revolta àrab de Palestina. Els àrabs se sentien marginats al seu propi país i posaren en marxa una sèrie de vagues. Ben aviat, però, la situació va conduir a la violència. Primer s'assassinà molts jueus, però després la situació degenerà cap a una lluita fratricida entre els àrabs; els jueus, a més, van respondre-hi amb atacs terroristes. Després que el governador britànic de Galilea fos assassinat, els britànics van posar fi a la revolta amb mesures molt dràstiques i es limità l'adquisició de terres per part dels jueus, cosa que contravenia les directives del mandat britànic.
L'Holocaust va provocar una onada d'emigració cap a Israel, i els britànics van pretendre evitar-ho creant camps de refugiats a llocs com les illes Maurici o Xipre. Tanmateix, la immigració era tan nombrosa i veient que l'escalada de violència desbordaria el seu control, els britànics van renunciar al mandat i van expressar la voluntat d'abandonar Palestina el maig de 1948.

### Pla de partició de l'ONU

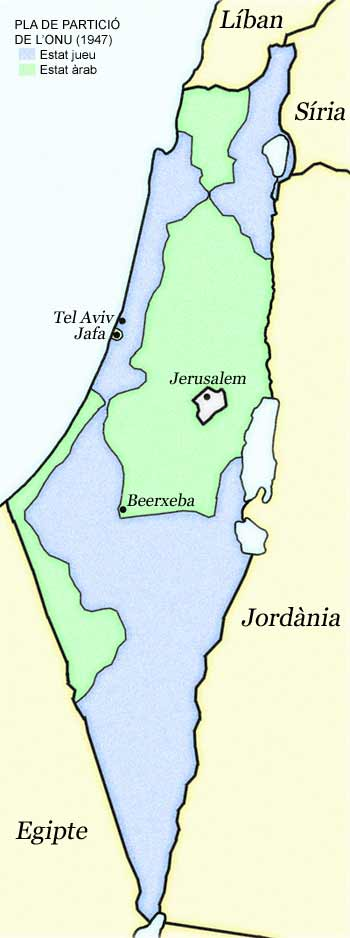
Pla de partició de l'ONU

El 29 de novembre de 1947, l'Assemblea General de l'ONU va aprovar un pla per la partició de Palestina (Resolució 181 de l'Assemblea General de les Nacions Unides), un pla per a dividir la regió en dos estats, un de jueu i un d'àrab, amb Jerusalem i Betlem sota administració internacional. Els líders jueus, incloent-hi l'Agència Jueva, acceptaren el pla, mentre que els líders àrabs palestins el rebutjaren, així com els països àrabs i musulmans veïns. L'abril de 1923, els britànics van reconèixer l'emir Abdallah I com a monarca legítim de Transjordània, cosa que limità la "llar" dels jueus a la part occidental del riu Jordà.
Mentre el conflicte armat entre forces paramilitars jueves i àrabs continuava, el mandat britànic s'acabà el 15 de maig de 1948, un dia després que l'estat d'Israel hagués estat proclamat (vegeu Declaració d'independència de l'estat d'Israel). Els estats àrabs veïns van atacar immediatament Israel, començant la Guerra araboisraeliana de 1948. Així doncs, el pla de partició de l'ONU no es va arribar a aplicar mai.